# Al-Farafira
Al-Farafira (Farafra) – miasto i oaza w zachodnim Egipcie. Położona na Pustyni Libijskiej w bliskim sąsiedztwie oaz Ad-Dachila i Al-Bahrijja. Zamieszkana przez około 5000 osób, głównie Beduinów. W oazie znajduje się m.in. szpital, szkoła i muzeum znanego również poza granicami Egiptu wszechstronnego artysty, Badra Abdela Moghny.
W pobliżu oazy liczne źródła termalne.
Oaza jest eksporterem daktyli, fig, oliwek.

## Linki zewnętrzne

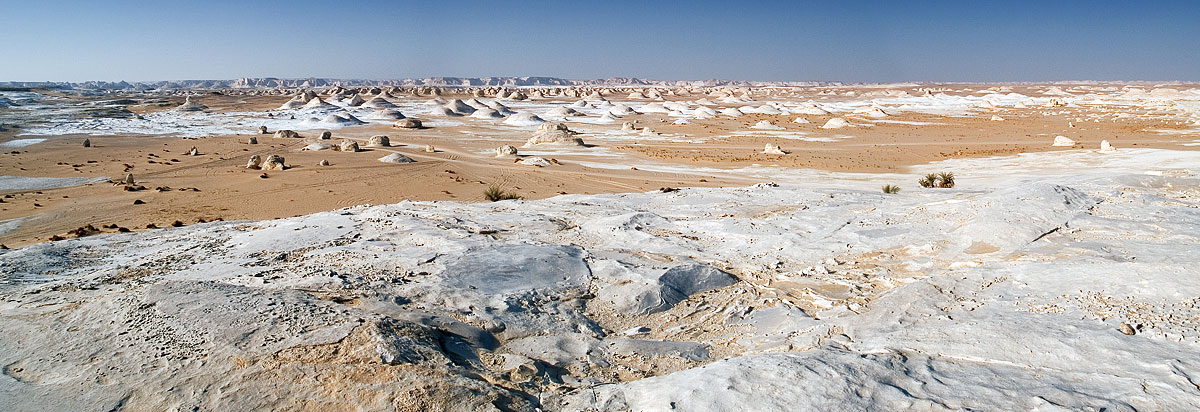
Biała Pustynia w okolicach Farafry